# Колина (Болоња)
Колина (итал. Collina) је насеље у Италији у округу Болоња, региону Емилија-Ромања.
Према процени из 2011. у насељу је живело 59 становника. Насеље се налази на надморској висини од 693 м.